# The Divorce Insurance
The Divorce Insurance (koreanischer Originaltitel: 이혼보험) ist eine südkoreanische Serie, die von den Produktionsfirmen KT Studio Genie, Mongjagso und Studio Mondo umgesetzt wurde. Die Erstausstrahlung der Serie fand vom 31. März 2025 bis zum 6. Mai 2025 auf dem südkoreanischen Fernsehsender tvN statt. Kurz nach ihrer TV-Ausstrahlung in Südkorea wurden die einzelnen Episoden der Serie im deutschsprachigen Raum auf Prime Video veröffentlicht.

## Handlung
Die Serie erzählt die Geschichte einer Gruppe von Spezialisten, bestehend aus dem Versicherungsmathematiker Noh Ki-jun, der Versicherungsprüferin Kang Han-deul, dem Risikosachverständiger An Jeong-man, der quantitativen Analystin Jeon Na-rae, dem ehemaligen Top-Versicherungsagenten Na Dae-bok und der Schadensreguliererin Joh Ah-young, die sich zusammenschließen, um eine Scheidungsversicherung zu entwickeln und diese schließlich an den Mann bzw. die Frau zu bringen. Die Scheidungsversicherung soll den Menschen, die sich in einem der schlimmsten Momente ihres Lebens wiederfinden, helfen und sie zurück ins Glück führen. Die einzelnen Charaktere werden durch unterschiedliche Gründe angetrieben, wie den Wunsch nach einem Neuanfang oder die Möglichkeit der finanziellen Absicherung. Eins eint sie jedoch: Sie alle haben in ihrem Leben schlechte bis schreckliche Erfahrungen mit der Liebe und/oder der Ehe gemacht, bei denen nicht selten die Scheidung der letzte Ausweg war. Doch um ihr Ziel zu erreichen, müssen sie sich nicht nur mit mathematischen Formeln auseinandersetzen, sondern auch mit dem Thema Liebe und sich selbst, was nach und nach große Auswirkungen auf das Leben der Figuren hat.

## Besetzung und Synchronisation
Die deutschsprachige Synchronisation entstand nach den Dialogbüchern von Andrea Mayer und Thomas Maria Lehmann sowie unter der Dialogregie von Stephanie Damare und Katharina von Keller durch die Synchronfirma DMT Studios in Berlin und Hamburg.
| Rolle                    | Schauspieler   | Synchronsprecher     |
| ------------------------ | -------------- | -------------------- |
| Noh Ki-jun               | Lee Dong-wook  | Jesse Grimm          |
| Kang Han-deul            | Lee Joo-bin    | Franciska Friede     |
| An Jeon-man              | Lee Kwang-soo  | Johannes Semm        |
| Jeon Na-rae              | Lee Da-hee     | Stephanie Damare     |
| Na Dae-bok               | Kim Won-hae    | Robin Brosch         |
| Joh Ah-young             | Chu So-jung    | Daniela Molina       |
| Baek Su-in               | Jang Tae-hoon  | Sebastian Kluckert   |
| Cheon Ji-eun             | Cho Bo-ah      | Katharina von Keller |
| Gu Mi-rae                | Han Sun-hwa    | Flavia Vinzens       |
| Han Yeo-reum             | Jung Ga-hee    | Magdalena Höfner     |
| Jeong Jeong-chi          | Kim Kwang-sik  | Marko Bräutigam      |
| Kim Seon-man             | Bae Yoo-ram    | Ozan Ünal            |
| Lee Jeong-sin            | Shin Eun-jung  | Katharina Spiering   |
| Lee So-jeong             | Kim Nam-jin    | Susanne Schwab       |
| Nam Chang-hee            | Nam Chang-hee  | Tim Sander           |
| Noh Jin-ju               | Go Kyung-hee   | Franziska Trunte     |
| Park Woong-sik           | Yoo Hyeon-soo  | Philipp Lind         |
| Park Young-kyu           | Park Young-gyu | Frank Röth           |
| Seo Un-hyeong            | Kwon Hae-sung  | Vlad Chiriac         |
| Shin Hyeon-jae           | Kwak Si-yang   | Florian Clyde        |
| Woo Seon-hee             | Cha Mi-kyung   | Sabine Walkenbach    |
| Yeo Ga-eul               | Lee No-ah      | Muriel Bielenberg    |
| Dae-sin                  | Min Kyung-jin  | Freimut Götsch       |
| Ladenbesitzerin          | Shin Hye-jung  | Frauke Poolman       |
| Mutter der Braut         | Ryu Si-hyun    | Anna Dramski         |
| Mutter des Bräutigams    | Baek Hyun-joo  | Ilka Teichmüller     |
| Mutter von Kang Han-deul | Yook Mi-ra     | Christin Marquitan   |
| Vater von Kang Han-deul  | Seo Myung-chan | Harald Effenberg     |

## Episodenliste
| Nr. | Deutscher Titel | Originaltitel | Erstausstrahlung (Südkorea) | Deutschsprachige Erstveröffentlichung (D/A/CH) |
| --- | --------------- | ------------- | --------------------------- | ---------------------------------------------- |
| 1   | Folge 1         | 1화           | 31. März 2025               | 31. Mär: 2025                                  |
| 2   | Folge 2         | 2화           | 1. Apr. 2025                | 1. Apr. 2025                                   |
| 3   | Folge 3         | 3화           | 7. Apr. 2025                | 7. Apr. 2025                                   |
| 4   | Folge 4         | 4화           | 8. Apr. 2025                | 8. Apr. 2025                                   |
| 5   | Folge 5         | 5화           | 14. Apr. 2025               | 14. Apr. 2025                                  |
| 6   | Folge 6         | 6화           | 15. Apr. 2025               | 15. Apr. 2025                                  |
| 7   | Folge 7         | 7화           | 21. Apr. 2025               | 21. Apr. 2025                                  |
| 8   | Folge 8         | 8화           | 22. Apr. 2025               | 22. Apr. 2025                                  |
| 9   | Folge 9         | 9화           | 28. Apr. 2025               | 28. Apr. 2025                                  |
| 10  | Folge 10        | 10화          | 29. Apr. 2025               | 29. Apr. 2025                                  |
| 11  | Folge 11        | 11화          | 5. Mai 2025                 | 5. Mai 2025                                    |
| 12  | Folge 12        | 12화          | 6. Mai 2025                 | 6. Mai 2025                                    |